# Gibson EB-3
Gibson EB-3 je basová kytara od firmy Gibson Guitar Corporation, představená v roce 1961. Svým vzhledem je podobná kytaře Gibson SG.
Založena byla nadřívějším modelu EB-0. Vyráběna byla v závodě firmy Gibson v Kalamazoo ve státě Michigan. Vyznačovala se štíhlým tělem ve stylu SG, krátkou menzurou 30,5" a dvěma snímači (velký humbucker v poloze krku a snímač mini-humbucker u kobylky). Elektronika se skládala ze čtyřcestného otočného voliče snímačů přepínač (pro baskytary řady 1; krkový snímač se středovým zářezem, kobylka, kobylka a krk s dolním srolovaným snímačem krku, krkový snímač s tlumivkou) a knoflíky hlasitosti a tónu pro každý snímač. Standardní povrchová úprava byla třešňově červená (jako kytarové modely SG), ačkoli EB-3 se vyráběly i v jiných povrchových úpravách jako polární bílá, mořská modrá, ořech a Eben. Do ukončení výroby v roce 1979 bylo vyrobeno celkem 14 167 nástrojů.